# Tandonia nigra
Tandonia nigra é uma espécie de gastrópode  da família Milacidae.
É endémica de Suíça.